# عبدالله بالده (بازیکن فوتبال)
عبدالله بالده (انگلیسی: Abdoulaye Baldé؛ زادهٔ ۳۰ نوامبر ۱۹۸۶) بازیکن فوتبال اهل فرانسه است.
از باشگاه‌هایی که در آن بازی کرده‌است می‌توان به باشگاه فوتبال آ. ث. لومتزانه، باشگاه فوتبال متس، باشگاه فوتبال پاریس، باشگاه فوتبال حتی امارات، و باشگاه ورزشی آمیان اشاره کرد.
وی همچنین در تیم‌های ملی فوتبال زیر ۱۹ سال فرانسه و زیر ۲۰ سال فرانسه بازی کرده‌است.